# Xenorhinotherium bahiensis
Xenorhinotherium bahiensis é uma espécie relacionada com a Macrauchenia patachonica, incluida por alguns autores no mesmo gênero (e por outros ainda na mesma espécie patagônica), foi encontrado no Brasil, e data do periodo Pleistoceno, de sedimentos de até 4 mil anos atrás. Era herbívoro e provavelmente tinha uma tromba. Podia medir até 2 m de comprimento.
A palavra Xenorhinotherium significa besta de nariz estranho e bahiensis em referência ao estado da Bahia, Brasil, onde foi encontrado. Algumas fontes mencionam o gênero como Xenorhynotherium.